# 斑青山蜗牛
斑青山蜗牛（学名：Leptopoma tigris），是中腹足目山蜗牛科Leptopoma的一种。主要分布于台湾，总附着于树干上。